# Game of Thrones Live Concert Experience
Game of Thrones Live Concert Experience foi uma turnê realizada para a série de fantasia épica da HBO Game of Thrones com o compositor Ramin Djawadi. A turnê foi anunciada em 8 de agosto de 2016 em um show intimista em Los Angeles, Califórnia. A turnê consistiu em 24 datas em diferentes cidades dos Estados Unidos e Canadá. O título da turnê, "Music Is Coming" (''A Música está chegando''), é uma referência ao lema da Casa Stark, "Winter is coming" (''O Inverno está chegando''). O show começou em 20 de fevereiro de 2017 em Saint Paul, Minnesota e terminou em 2 de abril em Portland, Oregon .
Uma turnê mundial foi anunciada em setembro de 2017. Começou em maio de 2018 em Madri, na Espanha, e terminou em outubro em Toronto.
Em maio de 2019, foi anunciado uma terceira turnê do Game of Thrones Live Concert Experience que serão realizadas nos Estados Unidos e no Canadá. Com projeções da oitava e última temporada de Game of Thrones, as apresentações acontecerão em 20 cidades da América do Norte. Tendo início em 5 de setembro de 2019, em Syracuse e com previsão para encerrarem em 5 de outubro de 2019, em Los Angeles.

## Histórico
Em 8 de agosto de 2016, o compositor Ramin Djawadi anunciou o Game of Thrones Live Concert Experience Tour em um evento no Hollywood Palladium em Los Angeles com Isaac Hempstead Wright, que interpreta Bran Stark na série. A turnê começou em Saint Paul, Minnesota e terminou em Portland, Oregon. A turnê passou po 24 cidades nos Estados Unidos, com paradas adicionais em Toronto, Ontário e Montreal, Quebec, no Canadá.

A turnê contou com o compositor do show, Ramin Djawadi, conduzindo uma orquestra de 80 peças e coro, que apresentou os destaques da partitura musical da série, em um palco de 360 graus. Além disso, as telas telescópicas e de parede de LEDs e os projetos 3D especiais subiram do piso do palco. Os instrumentos foram criados especialmente para a turnê, como um buzina Wildling de 14 pés tocada durante o ataque Wildling na seção Wall. 
 Nós realmente queremos resumir o show da melhor maneira possível. Há vários locais e eventos diferentes para cobrir. Se você assistir a este show, você realmente terá um bom resumo e um bom olhar sobre as temporadas passadas. O que eu estou realmente animado é pela 'Light of the Seven', que foi uma grande surpresa para os telespectadores, porque é a primeira vez que estamos usando um piano, além da orquestra e do coral, vamos ter o piano e essa peça para tocar. Isso vai ser ótimo ao vivo. - Ramin Djawadi 
 Em uma entrevista, Djawadi falou sobre a turnê, dizendo: "Eu estou revendo as músicas para adaptá-las mais para uma performance ao vivo, e eu posso ter um vocalista em uma peça que não tinha antes, ou estender outra peça, Eu não estou mais preso à imagem, então posso deixar a música contar sua própria história e ser criativa sobre isso."

## Palcos

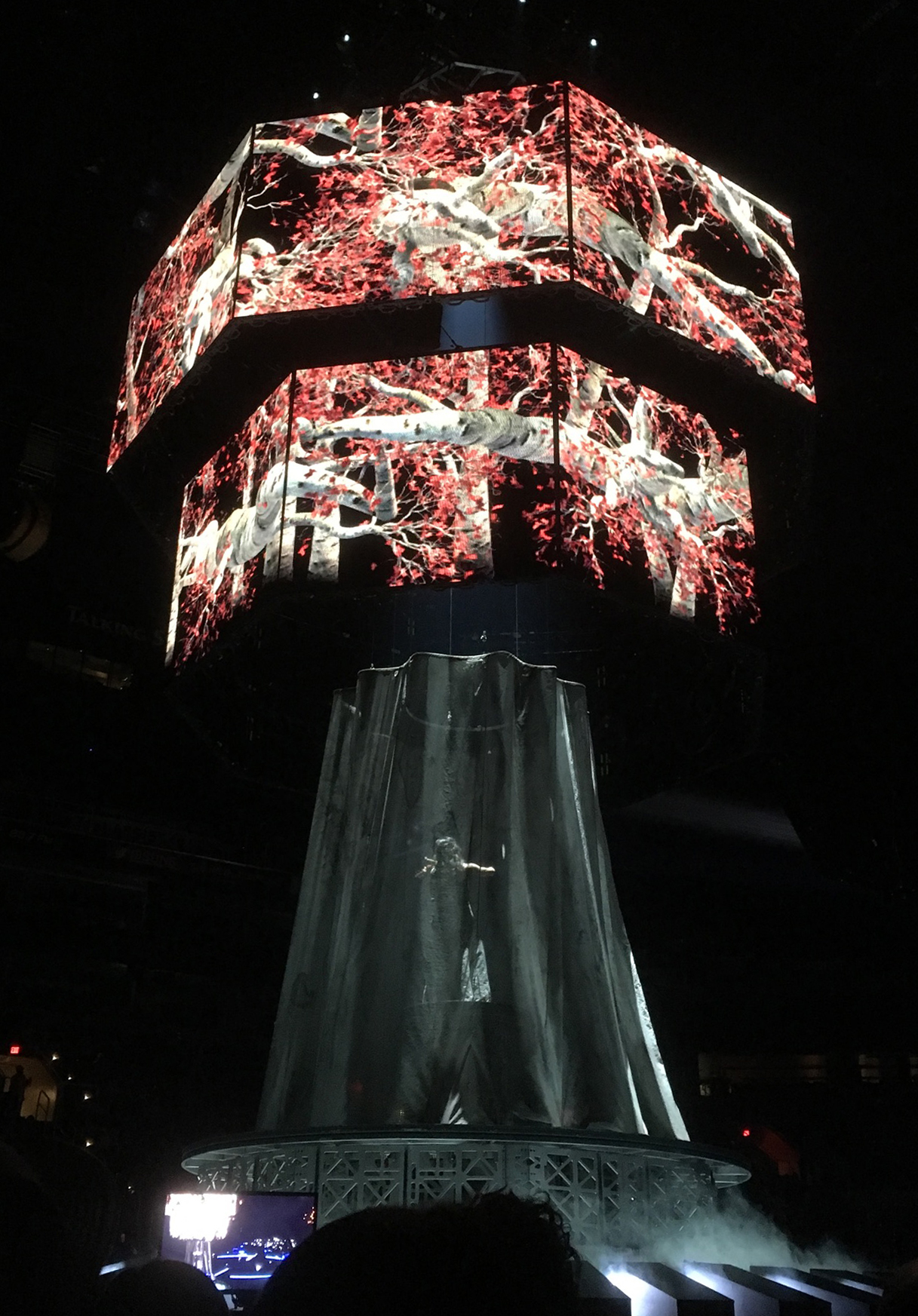
Uma weirwood é formada no palco durante o show

O show continha vários palcos e o palco principal (Palco King's Landing), e apresentava Djawadi como regente da orquestra e do coro. Do outro lado do palco (Palco Winterfell) havia outro coral e mais solistas. Entre esses palcos havia quatro palcos menores, cada um com nomes de diferentes localizações do mundo de Game of Thrones. Havia também uma pista entre as dois palcos principais, que também era um local.

## Recepção
O concerto recebeu críticas positivas.